# دم‌ریشی‌های نمادین
سردهٔ دم‌ریشی‌های نمادین (نام علمی: Premnoplex)، پرندگانی از خانواده تنورمرغان (Furnariidae) است. این شامل گونه‌های زیر است:
- دم‌ریشی خال‌دار، Premnoplex brunnescens
- دم‌ریشی گلوسفید، Premnoplex tatei